# Xã Ell, Quận Hancock, Iowa
Xã Ell (tiếng Anh: Ell Township) là một xã thuộc quận Hancock, tiểu bang Iowa, Hoa Kỳ. Năm 2010, dân số của xã này là 743 người.